# Cyclobalanopsis
Cyclobalanopsis és un subgènere d'arbres que pertanyen a la família de les fagàcies. Són roures de l'est i sud-est d'Àsia. Aquests arbres poden créixer fins als 10-40 m d'alçada. Es diferencien del Subgènere Quercus en què tenen glans amb distintives tasses tenint creixents anells d'escates, tenen en comú les densament agrupades glans, encara que això no s'aplica a totes les espècies. La Flora de la Xina tracta Cyclobalanopsis com un gènere, però la majoria dels taxonomistes ho consideren un subgènere de Quercus. Conté al voltant de 150 espècies, principalment en zones tropicals i subtropicals d'Àsia, 69 espècies (43 endèmiques) a la Xina.
Les espècies de Cyclobalanopsis són alguns dels principals components dels boscos frondosos de fulla perenne a les províncies del sud de la Xina nord de les muntanyes de Qinling i la conca de Huai He. En general, els roures del subgènere Cyclobalanopsis tenen una distribució més meridional i mentre que els roures dels subgènere Quercus tenen una distribució més septentrional.

## Taxonomia
- Quercus acuta - Japó, Corea.
- Quercus albicaulis - Xina.
- Quercus argentata - Malàisia, Indonèsia.
- Quercus argyrotricha - Guizhou (Xina).
- Quercus augustinii - Xina, Vietnam.
- Quercus austrocochinchinensis - Xina, Vietnam, Tailàndia.
- Quercus austroglauca - Xina.
- Quercus bella - Xina.
- Quercus blakei - Xina, Vietnam, Laos.
- Quercus camusiae - Xina, Vietnam.
- Quercus championii - Xina, Taiwan.
- Quercus chapensis - Xina, Vietnam.
- Quercus chevalieri - Xina, Vietnam.
- Quercus chingsiensis - Xina.
- Quercus chungii - Xina.
- Quercus daimingshanensis - Xina.
- Quercus delavayi - Xina.
- Quercus delicatula - Xina.
- Quercus dinghuensis - Xina.
- Quercus disciformis - Xina.
- Quercus edithiae - Xina, Vietnam.
- Quercus elevaticostata - Fujian (Xina).
- Quercus fleuryi - Xina, Vietnam, Laos.
- Quercus gambleana - Xina, Índia.
- Quercus gemelliflora - Malàisia, Indonèsia.
- Quercus gilva - Japó, Taiwan, Xina.
- Quercus glauca - Afganistan al Japó i Vietnam.
- Quercus helferiana - Xina, Índia, Myanmar, Tailàndia, Laos, Vietnam.
- Quercus hondae - Kyūshū (Japó).
- Quercus hui - Xina.
- Quercus hypophaea - Taiwan.
- Quercus jenseniana - Xina.
- Quercus jinpinensis - Xina.
- Quercus kerrii - Vietnam, Tailàndia, probablement a la Xina.
- Quercus kiukiangensis - Xina.
- Quercus kouangsiensis - Xina.
- Quercus lamellosa - Himalaia.
- Quercus lineata - Malàisia, Indonèsia.
- Quercus litoralis - Xina.
- Quercus litseoides - Xina.
- Quercus lobbii - Xina, Índia.
- Quercus longinux - Taiwan.
- Quercus lowii - Borneo.
- Quercus lungmaiensis - Yunnan (Xina).
- Quercus merrillii - Sabah i Sarawak (Malàisia), Palawan (Filipines).
- Quercus morii - Taiwan.
- Quercus motuoensis - Xina.
- Quercus multinervis - Xina.
- Quercus myrsinifolia - Xina, Japó, Corea, Laos, Tailàndia, Vietnam.
- Quercus neglecta - Xina, Vietnam.
- Quercus ningangensis - Xina.
- Quercus obovatifolia - Xina.
- Quercus oxyodon - Assam, Myanmar, Xina, Bhutan, Nepal.
- Quercus pachyloma - Xina, Taiwan.
- Quercus patelliformis - Xina.
- Quercus pentacycla - Xina.
- Quercus phanera - Xina.
- Quercus poilanei - Xina, Vietnam, Tailàndia.
- Quercus rex - Xina, Vietnam, Índia, Laos, Myanmar.
- Quercus salicina - Japó, Corea del Sud.
- Quercus saravanensis - Xina, Laos, Vietnam.
- Quercus schottkyana - Xina.
- Quercus semiserrata - Xina, Bangladesh, Índia, Myanmar, Tailàndia.
- Quercus sessilifolia - Japó, Taiwan, Xina.
- Quercus sichourensis - Yunnan (Xina).
- Quercus stenophylloides - Taiwan
- Quercus stewardiana - Xina
- Quercus subhinoidea - Xina
- Quercus subsericea - Malàisia, Indonèsia.
- Quercus thorelii - Xina, Laos, Vietnam.
- Quercus tomentosinervis - Xina.
- Quercus treubiana - Sumatra, Borneo.
- Quercus xanthotricha - Xina, Laos, Vietnam.
- Quercus yingjiangensis - Xina.
- Quercus yonganensis - Xina